# فرانتس گربر
فرانتس گربر (انگلیسی: Franz Gerber؛ زادهٔ ۲۷ نوامبر ۱۹۵۳) بازیکن فوتبال اهل آلمان است.
از باشگاه‌هایی که در آن بازی کرده‌است می‌توان به باشگاه فوتبال هانوفر ۹۶، باشگاه فوتبال مونیخ ۱۸۶۰، باشگاه فوتبال اینگولشتات ۰۴، باشگاه فوتبال بایرن مونیخ، و باشگاه فوتبال سن پائولی اشاره کرد.